# ウィリアム・クレイヴェン (第5代クレイヴェン男爵)
第5代クレイヴェン男爵ウィリアム・クレイヴェン（英語: William Craven, 5th Baron Craven、1705年9月19日 – 1769年3月17日）は、イギリスの貴族、政治家。トーリー党所属。

## 生涯
ジョン・クレイヴェン（John Craven、1673年11月23日 – 1726年12月6日、第2代クレイヴェン男爵ウィリアム・クレイヴェンの弟）とマリア・レベッカ・グリーン（Maria Rebecca Green、ヘンリー・グリーンの娘）の息子として、1705年9月19日に生まれた。1723年12月3日、ケンブリッジ大学エマニュエル・カレッジに入学した。
1746年12月、トーリー党員としてウォリックシャー選挙区の補欠選挙で当選した。しかし、議会で演説した記録はなく、1754年までは投票の記録すらなかったという。1764年11月10日に伯父ウィリアムの息子フルウォーが死去すると、クレイヴェン男爵の爵位を継承した。
1759年7月4日、オックスフォード大学からD.C.L.の学位を授与された。
1769年3月17日、クンブ・アビーで死去、ビンリーで埋葬された。弟ジョン（1708年2月7日 – 1752年8月21日）の息子ウィリアムが爵位を継承した。

## 家族
1749年4月27日、ジェーン・バークリー（Jane Berkeley、1715年頃 – 1791年11月1日埋葬、ローランド・バークリーの娘）と結婚した。